# Discographie de Bono
Pour des articles plus généraux, voir Bono et Discographie de U2.
Cette page présente la discographie de Bono.

## 1984
- Behind the Trap Door - T-Bone Burnett
- Do They Know It's Christmas? (single) - Band Aid
- Do They Know It's Christmas? (single) - Band Aid 20 (2005)
- The Bridge (EP) - Cactus World News
- Urban Beaches (album, 2001) - Cactus World News

## 1985
- Sun City (album) - Artists United Against Apartheid
- Sun City (single) - Artists Against Apartheid
- Silver and Gold (single promo) - Bono
- Macalla (album) - Clannad
- In a Lifetime (single) - Clannad

## 1986

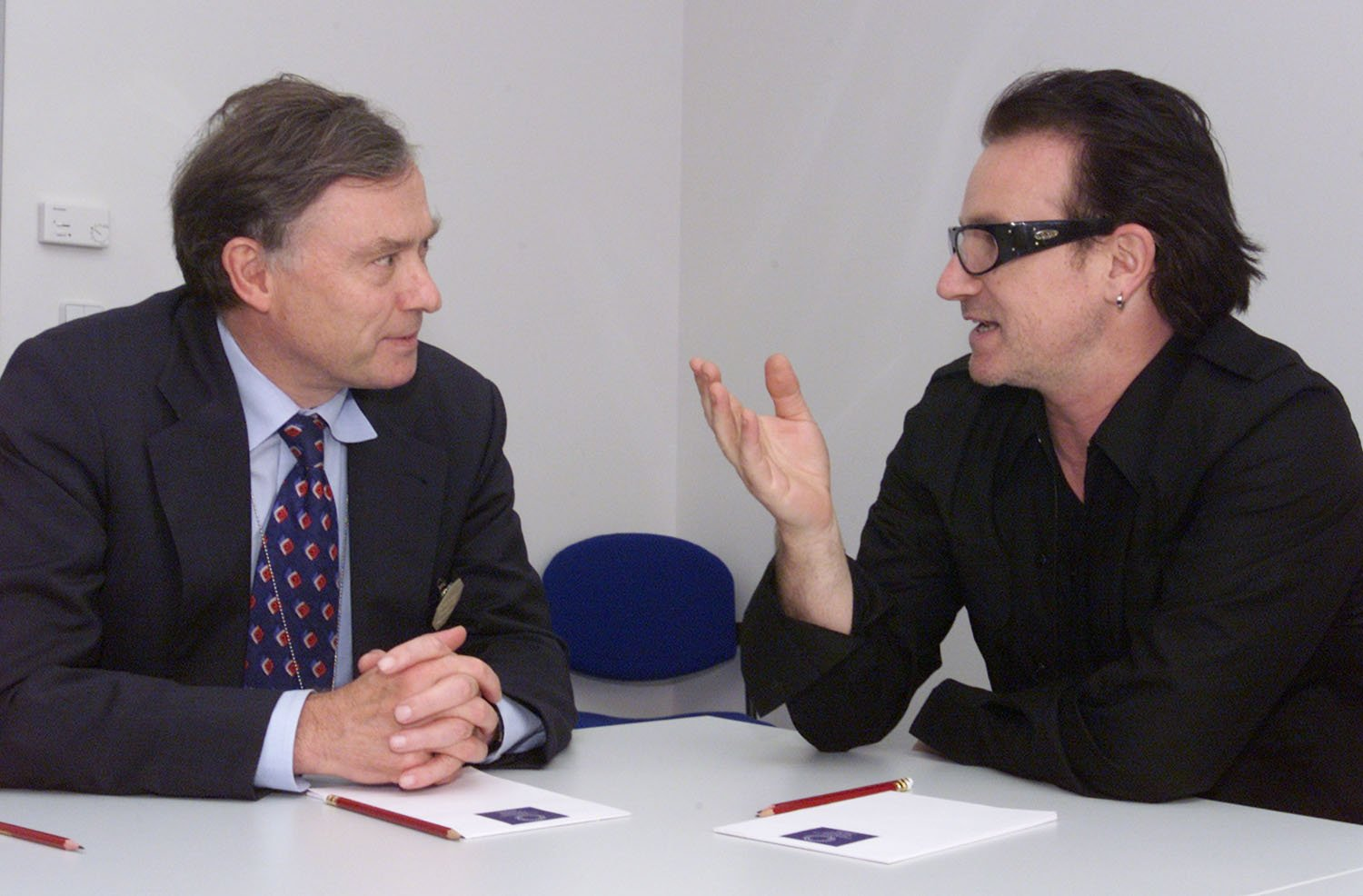
Bono avec Horst Köhler, ancien président du Conseil d'administration et directeur général du FMI, ancien président de la République fédérale d'Allemagne, au Centre des Congrès de Prague, le 8 juillet 2005.

- The Collection (album) - Clannad

## 1988
- The Talking Animals (album) - T-Bone Burnett

## 1989
- In a Lifetime (single, réédition) - Clannad
- Past Present (album) - Clannad
- Mystery Girl (album) - Roy Orbison
- She's a Mystery to Me (single) - Roy Orbison
- Brave and Crazy (album) - Melissa Etheridge

## 1990
- Anam (album) - Clannad
- Brother's Keeper (album) - Neville Brothers
- Red Moon (album) - The Call
- New York New York (single) - Ecco Homo

## 1992
- Honeymoon in Vegas (B.O. du film Lune de miel à Las Vegas) - Divers

## 1993
- Miserere Album - Zucchero (textes en anglais)
- Miserere (single) - Zucchero and Pavarotti (textes en anglais)
- Short Cuts (B.O.) - Divers
- Duets (album) - Frank Sinatra

## 1994
- In the Name of the Father (B.O. du film Au nom du père) - Divers
- In the Name of the Father (single) - Gavin Friday and Bono
- In the Name of the Father (single promo) - Gavin Friday and Bono
- You Made Me the Thief of Your Heart (single) - Sinead O'Connor
- You Made Me the Thief of Your Heart (single promo) - Sinead O'Connor
- So Far... the Best of Sinéad O'Connor (album) - Sinead O'Connor
- The World According to Me (promo) - Gavin Friday (1995)

## 1995
- Themes (album) - Clannad

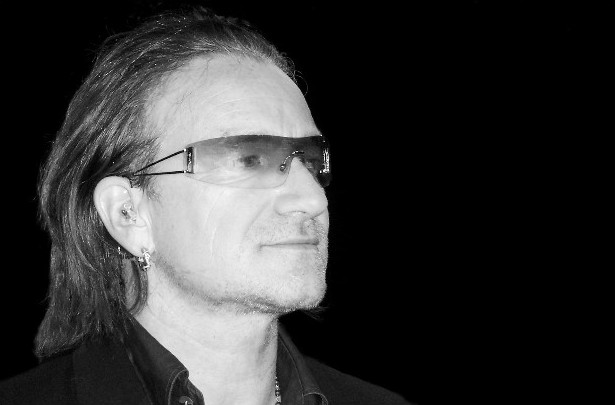
Bono le 8 novembre 2006

- The Long Black Veil (album) - The Chieftains
- Inner City Blues (album) - Divers
- North and South of the River (single) - Christy Moore
- Q's Jook Joint (album) - Quincy Jones
- Shag Tobacco (album) - Gavin Friday
- You Me and World War III (single) - Gavin Friday
- Tower of Song (album) - Divers
- GoldenEye (B.O.) - Divers
- Goldeneye (single) - Tina Turner
- Goldeneye (single promo) - Tina Turner
- Private Wars (album) - Hazel O'Connor
- Dirty Rotten Shame (album) - Ronnie Drew
- Pavarotti and Friends for the Children of Bosnia (album) - Divers
- Live for the Children of Bosnia (single promo) - Divers

## 1996
- Rogha, the Best of Clannad (album) - Clannad
- Common Ground (album) - Divers
- Common Ground (album promo) - Divers
- Common Ground (single promo) - Divers
- Love from a Short Distance (album) - Divers
- Go Cat Go (album) - Carl Perkins

## 1997
- The Best of the Call - The Call
- In a Lifetime: The Ultimate Collection (album) - Clannad
- Celtic Heartbeat (album) - Divers
- Tribute to Jimmie Rodgers (album) - Divers
- A Tribute to Jimmie Rodgers (album promo) - Divers
- Ni Un Paso Atras! (album) - Divers

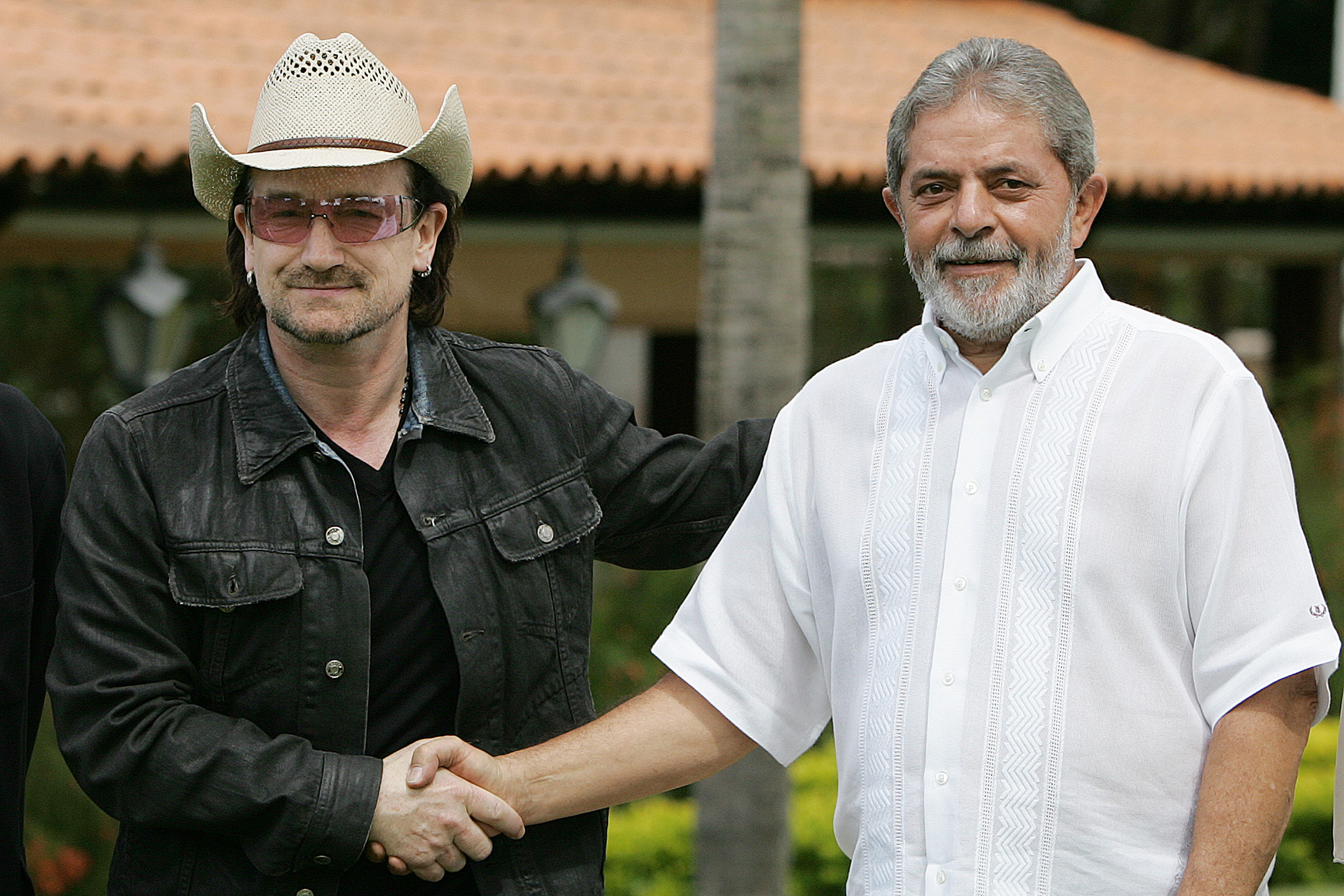
Bono avec le président du Brésil Luiz Inácio Lula da Silva le 19 février 2006.

## 1998
- The Ultimate Collection (album) - Clannad
- The Nu Nation Project (album) - Kirk Franklin
- Lean on Me (single) - Kirk Franklin
- Lean on Me (single promo) - Kirk Franklin
- A Perfect Stranger (album) - Marianne Faithfull
- Perfect Day (single) - Divers
- Blue Sugar (album) - Zucchero (textes en anglais)
- Blue (single) - Zucchero (textes en anglais)
- Blue (single promo) - Zucchero (textes en anglais)
- This World is Not My Home (album) - Lone Justice (en)

## 1999
- Cookie's Fortune (B.O.) - David A. Stewart
- Cookie's Fortune (single) - David A. Stewart / Candy Dulfer
- New Day (single) - Bono and Wyclef Jean
- New Day (single promo) - Bono and Wyclef Jean
- Michael Hutchence (album) - Michael Hutchence
- A Straight Line (single promo) - Michael Hutchence
- Slide Away (single promo) - Michael Hutchence

## 2000

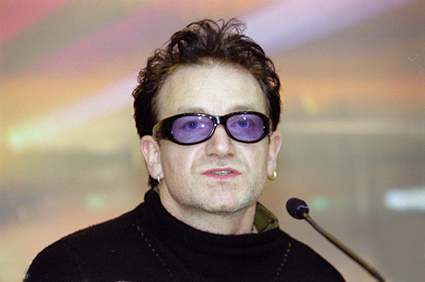
Bono en conférence de presse lors de la sortie du film The Million Dollar Hotel en 2000.

- The Best of the Call: Millenium Collection - The Call
- Greatest Hits (album) - Clannad
- The Million Dollar Hotel (B.O.) - Divers
- Million Dollar Hotel (B.O.) - Divers
- Aural and Hearty (album) - Mocean Worker

## 2001
- Moulin Rouge (B.O.) - Divers
- What's Going On ? (single) - Divers
- Cieli Di Toscana (album) - Andrea Bocelli
- Goddess in the Doorway (album) - Mick Jagger

## 2002
- Magical Gathering (album) - Clannad
- The Best Of (album) - Clannad
- The Corrs Live in Dublin (album) - The Corrs
- When the Stars Go Blue (single promo) - The Corrs with Bono
- As If To Nothing (album) - Craig Armstrong
- More Friends, Small World, Big Band Vol. 2 (album) - Jools Holland

## 2003
- The Good Thief (B.O. du film L'Homme de la Riviera) - Divers
- Shine (album) - Daniel Lanois
- Shine Promotional (album) - Daniel Lanois
- Falling at Your Feet (single promo) - Daniel Lanois and Bono
- Falling at Your Feet (single) - Daniel Lanois and Bono
- In America (B.O.) - Divers Bono avec Al Gore au Forum économique mondial de 2008.

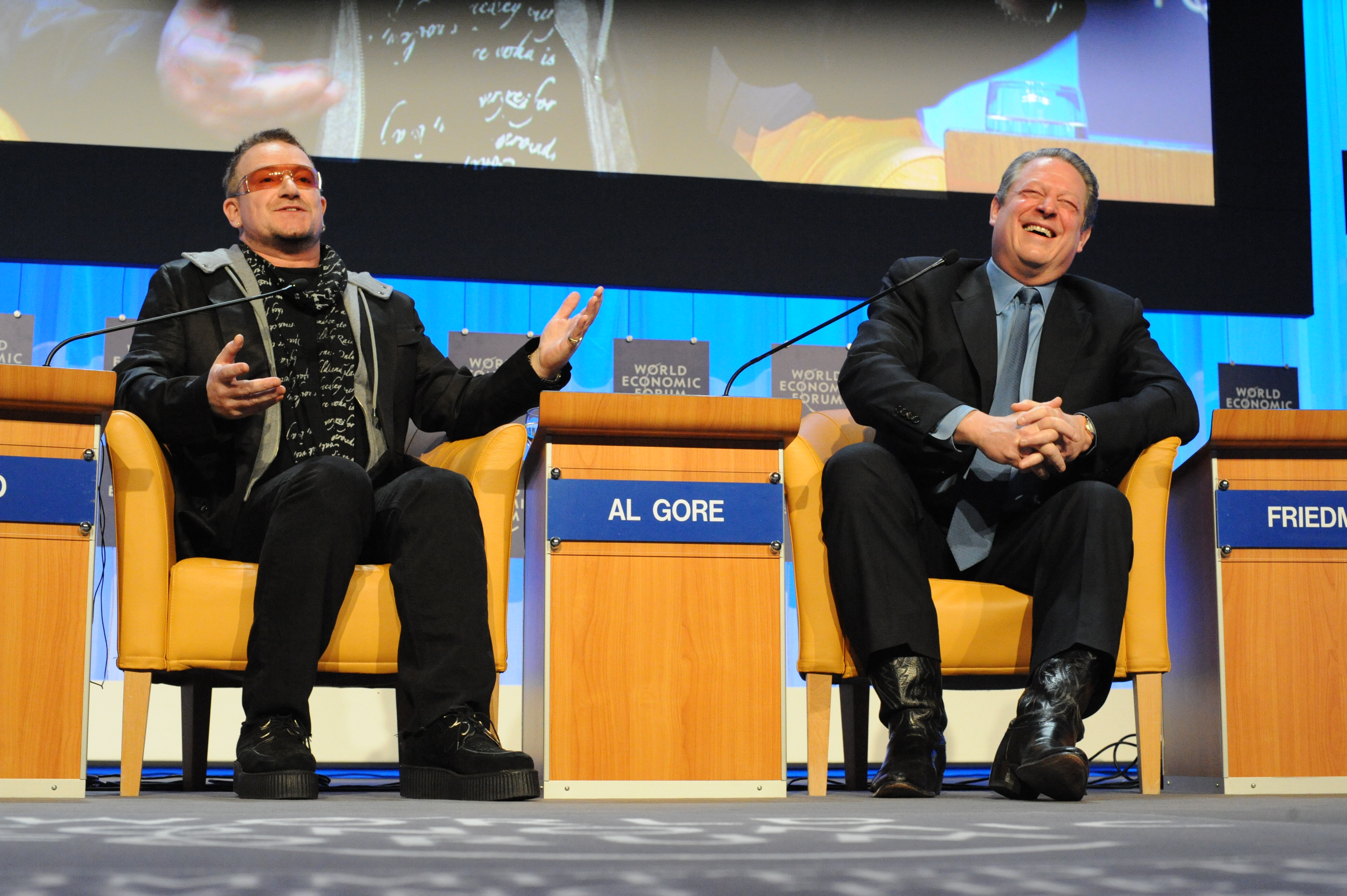
Bono avec Al Gore au Forum économique mondial de 2008.

- She Who Dwells… (album) - Sinead O'Connor
- Voices and Poetry of Ireland Project - Divers

## 2004

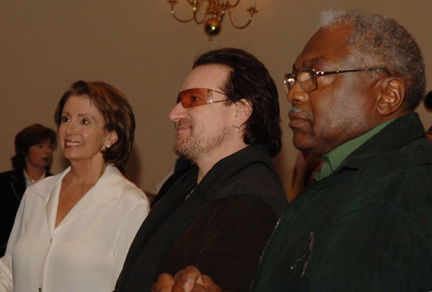
Bono avec Nancy Pelosi et Jim Clyburn après une conférence à Williamsburg, aux États-Unis, le 11 novembre 2006.

- In a Lifetime (The Best of) (album) - Clannad
- 46664 - Part I: African Prayer (album) - Divers
- 46664 - Part II: Long Walk to Freedom (album) - Divers
- 46664 - Part III: Amandla (album) - Divers
- 46664 - Part I: African Prayer (album promo) - Divers
- 46664 - Part II: Long Walk to Freedom (album promo) - Divers
- 46664 - Part III: Amandla (album promo) - Divers
- 46664 - Radio Sampler (single promo) - Divers
- 46664 - Three CD Promotional Set - Divers
- Silver Box Box Set - Simple Minds
- Silver Box Boxed Set Promo - Simple Minds
- Walkin' in the Shadow of Life (album) - Neville Brothers
- Do They Know it's Christmas (single) - Band Aid 20

## 2006
- Rogues Gallery Album - Divers

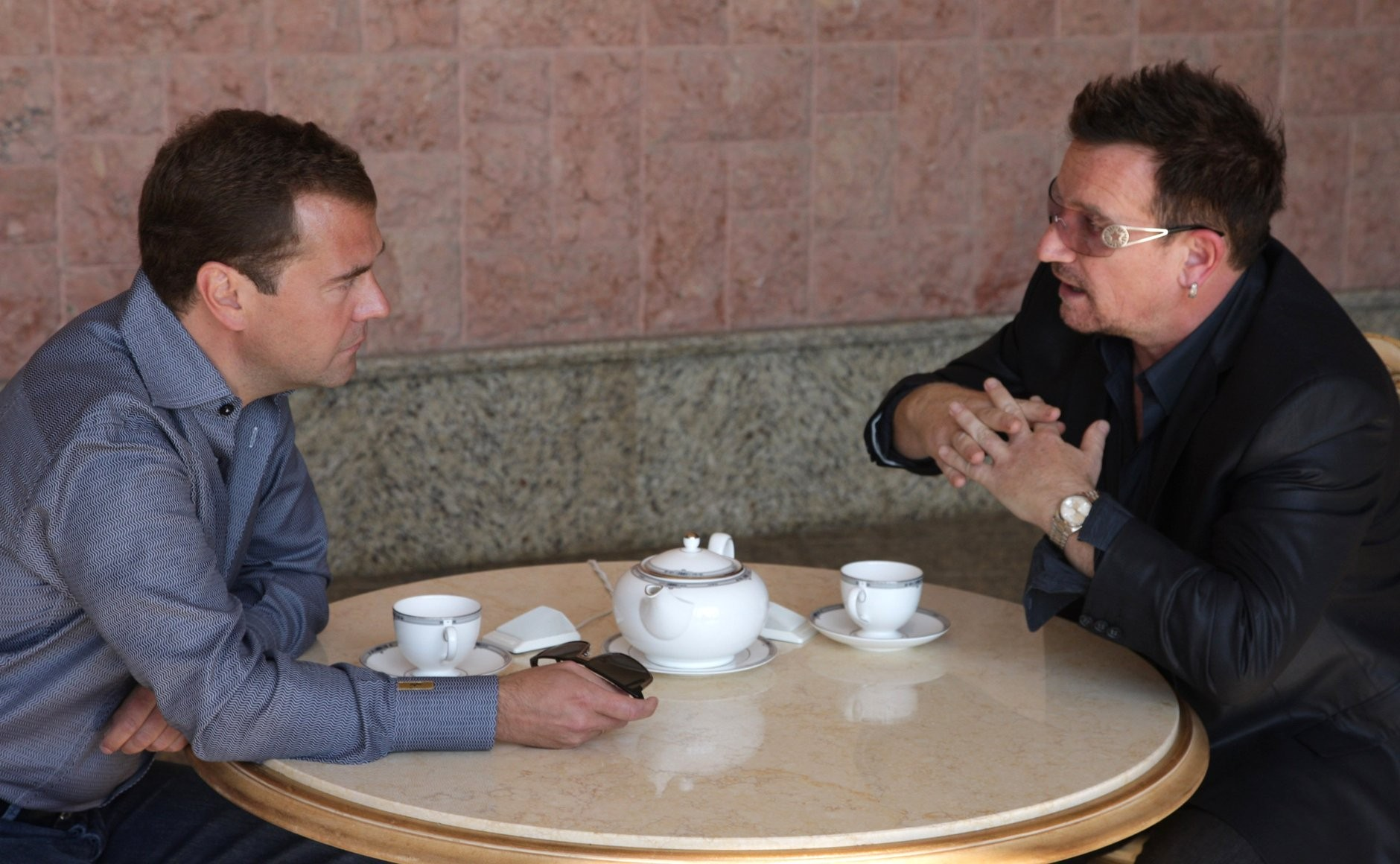
Bono rencontre Dmitri Medvedev en 2010.

- Duets: An American Classic (album) - Tony Bennett
- Duets: An American Classic (Sampler Promo) - Tony Bennett

## 2009
- Playing for change - Songs around the world

## 2015
- Message to Souris (participation), sur l'album Souris Calle de Sophie Calle[1]